# Gitara siedmiostrunowa

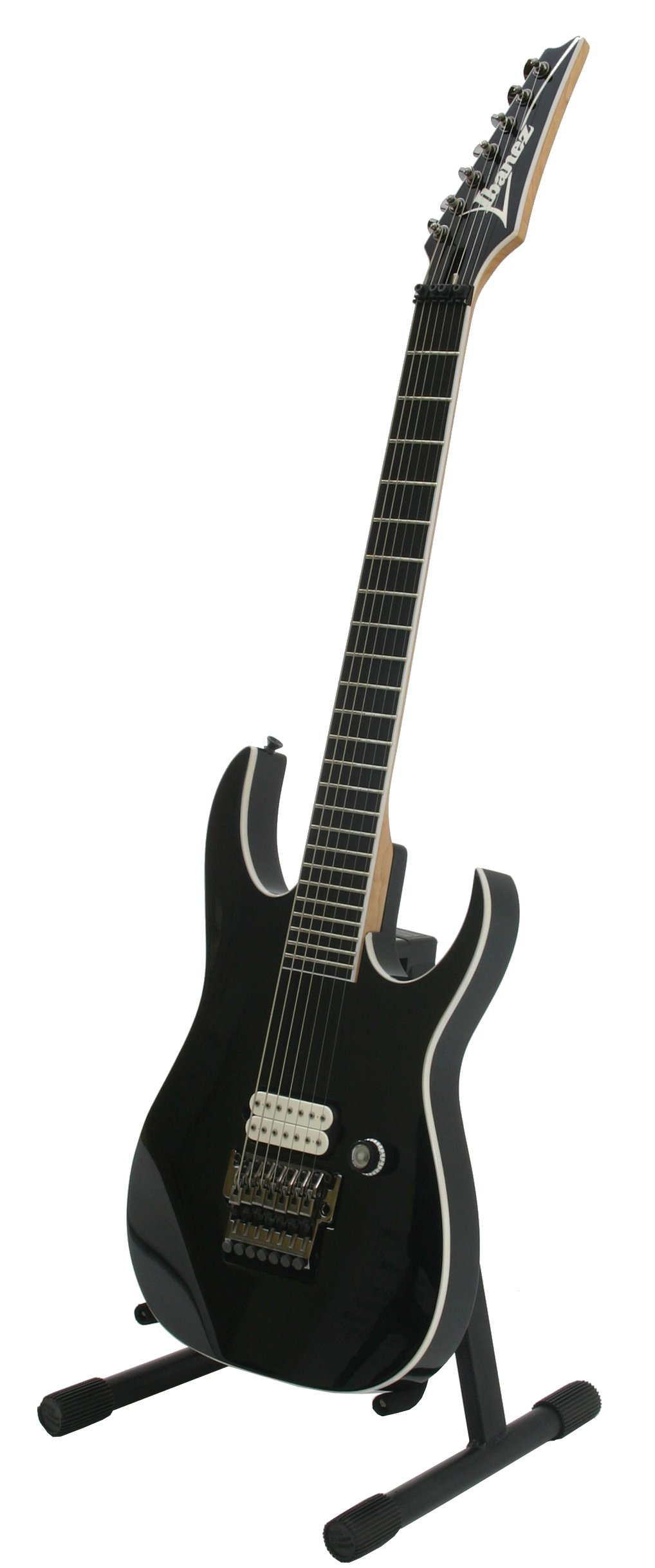
7-strunowy Ibanez LACS RG7 Proto

Gitara siedmiostrunowa – gitara mająca siedem strun, w odróżnieniu od typowej popularnej gitary sześciostrunowej, co ma na celu zwiększenie zakresu tonalnego instrumentu i poszerzenia możliwości jego kreatywnego wykorzystania przez gitarzystę. Jest ona najczęściej kojarzona z elektryczną gitarą używaną przez muzyków numetalowych i gitarzystów-wirtuozów, spopularyzowana przez firmę Ibanez w latach 90. XX wieku serią Universe. Elektryczna gitara siedmiostrunowa swoim początkiem sięga późnych lat 30. Ślady klasycznej wersji gitary siedmiostrunowej można znaleźć również w twórczości XIX-wiecznego kompozytora Napoléona Coste. Stosowana zarówno w „ciężkich” odmianach muzyki rockowej, muzyce jazzowej, jak i poważnej czy akustycznej. Znana jest też odmiana akustyczna, rozpowszechniona w Rosji, i z tego powodu nazywana rosyjską lub niekiedy cygańską.

## Historia

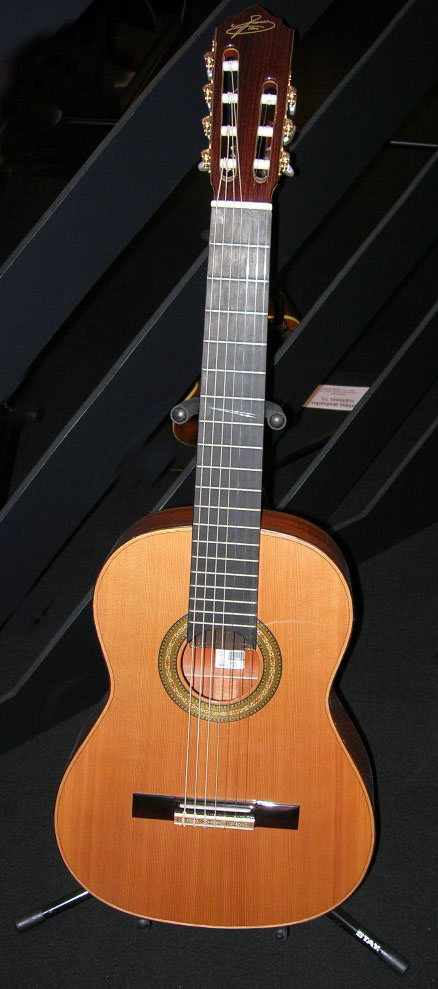
Przykład klasycznej gitary siedmiostrunowej – gitara używana w brazylijskim stylu muzycznym Choro

### Historia akustycznej gitary siedmiostrunowej
Siedmiostrunowa gitara rosyjska wywodzi się ze stroju gitary angielskiej oraz konstrukcji gitary hiszpańskiej. Pod koniec XVIII w. w Rosji osiadali włoscy i francuscy gitarzyści grający na 5-strunowych gitarach, jak Giuseppe Sarti, Carlo Cannobio czy Jean-Baptiste Hainglaise, z drugiej strony przyjeżdżali niemieccy i czescy muzycy grający na 6- lub 7-chórowych gitarach angielskich, jak pochodzący z Czech Ignác František Held (notabene uprzednio żołnierz w służbie Rosji, później Rzeczypospolitej, a także uczestnik insurekcji kościuszkowskiej). Czesko-polski strój sześciochórowej gitary angielskiej G-H-d-g-h-d′ przyczynił się do powstania 7-strunowej gitary rosyjskiej poprzez dodanie najgrubszej struny D (przez co uzyskano taki sam strój, jak siedmiostrunowej gitary angielskiej używanej na terenie Czech i Polski). Powstanie tej gitary przypisuje się właśnie czeskim gitarzystom działającym również na polskim terenie, którzy następnie osiadali w Rosji. Pierwszą szkółkę na ten instrument wydał w 1798 r. Ignác František Held, współcześnie najczęściej uważany za wynalazcę, a w każdym razie pierwszego propagatora tej 7-strunowej gitary rosyjskiej. Instrument był niezwyke popularny w Rosji jeszcze w XX w. Obok Helda, ważnym popularyzatorem gitary rosyjskiej był Andriej Sychra, pochodzący z Czech rosyjski gitarzysta. Początkowo działał on w Wilnie, gdzie był popularny, a jego kompozycje wyjątkowo polecano adeptom gitary, następnie ok. 1800 przeniósł się do Moskwy i tam z wyjątkowym powodzeniem kontynuował swą karierę. Następnie gitara 7-strunowa rozpowszechniła się dzięki takim gitarzystom, jak Władimir Lwow czy Józef Kamenski. Za największego wirtuoza uważany był Michaił Wysocki, porównywany z Fernando Sorem. Jednocześnie obok gitary 7-strunowej była stosowana także 6-strunowa gitara hiszpańska, a dostępny repertuar bywał możliwy do wykonywania na tych instrumentach vice versa. W Rosji popularność gitary 7-strunowej znacznie zmalała po wizycie w tym kraju Andrésa Segovii w 1926 roku, który podczas swojego pobytu zdyskredytował tę gitarę jako dyletancką i złą w konstrukcji na tyle, że w połowie XX w. gitara 7-strunowa była już rzadziej spotykana i mniej poważana, kojarząc się częściej z kategorią instrumentu folklorystycznego. W ten sposób rosyjska tradycja gitary 7-strunowej została praktycznie przerwana.
Ślady zastosowania gitary siedmiostrunowej znajdziemy również w nierosyjskiej twórczości, u innych kompozytorów XIX-wiecznej muzyki gitarowej, jak np. włoskiego gitarzysty-wirtuoza Napoléona Coste, jak i w wywodzącym się z lat 70. XIX wieku brazylijskim stylu muzycznym Choro, gdzie od lat 50. XX wieku partie gitary basowej często przejmuje akustyczna gitara siedmiostrunowa.

### Historia elektrycznej gitary siedmiostrunowej
Pierwsza elektryczna gitara siedmiostrunowa została wykonana przez firmę Epiphone dla George Van Epsa w 1938 roku. Została zbudowana w oparciu o jego ulubiony model, Epiphone Deluxe hollowbody electric, poprzez dodanie po prostu szerszego gryfu i modyfikację mostka. Van Eps po raz pierwszy zagrał na niej publicznie z Paul Weston Orchestra na potrzeby pierwszego, ogólnoamerykańskiego programu telewizyjnego, a jednocześnie dla stacji radiowych w Nowym Jorku i Los Angeles. Nagrania te zostały również zarejestrowane i wydane przez Capitol Records.
Za początek popularności siedmiostrunowych gitar elektrycznych, można uznać wprowadzenie do sprzedaży w roku 1990 przez firmę Ibanez modelu Universe, sygnowanego nazwiskiem Steve Vaia (Modele UV7 i UV77), oraz rok później UV777. Model UV777 z serii Universe z pewnymi zmianami produkowany jest po dziś dzień.

## Budowa

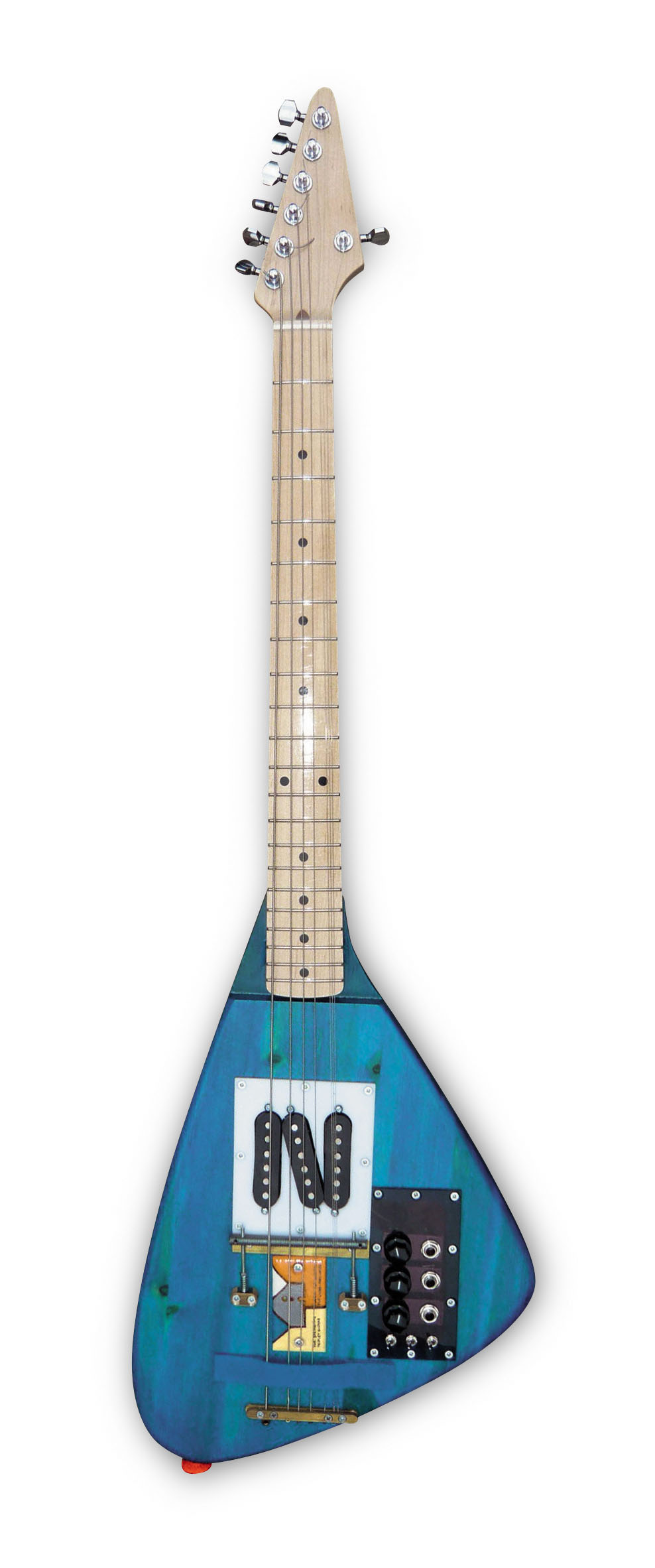
Springtime, Yuri Landman, 2008

Siedmiostrunowa gitara elektryczna nie różni się wiele pod względem konstrukcyjnym od typowej sześciostrunowej gitary elektrycznej, poza oczywistym faktem zwiększonej o jedną liczbie strun, a co za tym idzie zwiększenia o jeden liczby maszynek/stroików, innego mostka z większą liczbą siodełek – choć sama forma nie ulega większym modyfikacjom konstrukcyjnym – nadal wyróżniamy te same typy z uproszczonym podziałem na mostki ruchome i stałe. Również pręty napinające gryf cechują się taką samą konstrukcją, choć częściej zdarzają się szyjki ze wzmocnieniami tytanowymi, czy podobnymi patentami pomagającymi utrzymać prawidłowe parametry instrumentu. Pomimo nieco poszerzonej szyjki gitary z uwagi na zwiększoną liczbę strun, w siedmiostrunowych gitarach, ze zrozumiałych względów sama ich grubość wydaje się być mniejsza, co przekłada się na wygodę gry. Również w pozostałych parametrach tej grupy gitar dominują rozwiązania ergonomiczne, typowe dla „sportowych” instrumentów, jak 24 grube progi na płaskiej podstrunnicy, wygodne, dopasowane do ciała korpusy, podwójnie blokowane mostki patentu Floyd Rose, czy przetworniki o mocnym sygnale w najróżniejszych kombinacjach, jak również przetworniki piezoelektryczne zintegrowane w mostku gitary.

## Strojenie
Strojenie siedmiostrunowej gitary elektrycznej jest bardzo podobne do strojenia gitary sześciostrunowej w stroju standardowym E. Najczęściej dodatkową strunę basową stroi się do dźwięku H. Jest to najpopularniejszy strój stosowany w takich gitarach. Wygląda on w ten sposób (wymieniając od wiolinów do basów): E5 H4 G4 D4 A3 E3 H2
Oczywiście nie jest to jedyne możliwe strojenie, gdyż wielu gitarzystów stroi gitary siedmiostrunowe cały ton niżej (od stroju podanego powyżej), jak i o większe interwały (gdzie przydaje się dłuższa menzura). Jest to szczególnie popularne we współczesnej muzyce metalowej. Są też możliwe różne kombinacje polegające na obniżaniu stroju tylko pojedynczej struny (drop) co daje różne możliwości w zależności od preferencji gitarzysty. Można również stosować stroje otwarte, jak również strojenie unisono strun basowych, czy wiolinowych. Z kolei Maestro Alex Gregory do swojego siedmiostrunowego Stratocastera dodał zwyczajnie kolejną strunę wiolinową A nad wysoką E.
Osobnym zagadnieniem jest rodzaj strojenia rosyjskiej klasycznej gitary siedmiostrunowej, która jest standardowo strojona do otwartego G, czyli wymieniając od strun wiolinowych do basowych d-h-G-D-H-G-D, jest to standard, stosowany od 1798 roku w tego typu gitarach. Z kolei brazylijska siedmiostrunowa gitara akustyczna, jest strojona jak typowa sześciostrunowa, z dodatkową C nad niską E, czyli e-h-G-D-A-E-C.